# Wegeleben
Wegeleben (pronunciación en alemán: /ˈveːɡəˌleːbn̩/ⓘ) es un municipio situado en el distrito de Harz, en el estado federado de Sajonia-Anhalt (Alemania), a una altitud de 100 metros. Su población a finales de 2015 era de unos 2600 habitantes y su densidad poblacional, 50 hab/km².